# Oryzias sarasinorum
Oryzias sarasinorum är en fiskart som först beskrevs av Popta, 1905.  Oryzias sarasinorum ingår i släktet Oryzias och familjen Adrianichthyidae. IUCN kategoriserar arten globalt som starkt hotad. Inga underarter finns listade i Catalogue of Life.